# Microweisea ovalis
Microweisea ovalis – gatunek chrząszcza z rodziny biedronkowatych i podrodziny Microweiseinae.

## Taksonomia
Gatunek ten opisany został po raz pierwszy w 1878 roku przez Johna Lawrence’a LeConte’a na łamach „Proceedings of the American Philosophical Society” pod nazwą Pentilia ovalis. Jako miejsce typowe wskazano Haulover na Florydzie. W 1892 roku Julius Weise wprowadził rodzaj pod nazwą Smilia, umieszczając w nim tylko jeden, opisany w tej samej publikacji gatunek, Smilia felschei. Nazwa rodzajowa Smilia okazała się jednak być młodszym homonimem nazwy wprowadzonej w 1833 roku przez Ernsta Friedrich Germara. W związku z tym Theodore D.A. Cockerell zastąpił ją w 1900 roku nazwą Epismilia. Ta również okazała się być młodszym homonimem, tym razem nazwy wprowadzonej w 1861 roku przez Louisa E.G. de Fromentela dla rodzaju jamochłonów. W związku z tym w 1903 roku Cockerell zastąpił ją nazwą Microweisea. W 1920 roku Charles William Leng zsynonimizował Smilia felschei z Pentilia ovalis, stąd obecna kombinacja.

## Morfologia
Chrząszcze o podługowato-owalnym, wyraźnie wysklepionym ciele długości od 0,95 do 1,05 mm i szerokości od 0,5 do 0,63 mm. Wierzch ciała jest nagi. Głowa jest brązowa, przed nasadami czułków wydłużona. Przedplecze jest poprzeczne, żółtawobrązowe do brązowego, zawsze z kątami przednio-bocznymi jaśniejszymi od dysku. Barwa pokryw jest brązowa z osmoleniem wzdłuż szwu. Odnóża są żółtawobrązowe, zakończone trójczłonowymi stopami o niezmodyfikowanych pazurkach. Spód ciała jest żółtawobrązowy. Samiec ma silnie niesymetryczne paramery, długi i przekręcony płat środkowy fallobazy oraz prącie o wyraźnie wyodrębnionej kapsule nasadowej. Samica ma spermatekę w kształcie bulwy z wydłużonym szczytem oraz zaopatrzoną w długie, rurkowate infundibulum torebkę kopulacyjną.

## Rozprzestrzenienie
Owad nearktyczny, endemiczny dla południowego wschodu Stanów Zjednoczonych. Znany jest z wchodzącej w skład Georgii Sapelo Island oraz florydzkich hrabstw Duval, Miami-Dade, St. Lucie, Leon i Hillsborough.